# Maximiliano Eugénio de Azevedo
Maximiliano Eugénio de Azevedo (Funchal, 16 de Fevereiro de 1850 — Lisboa, 3 de Dezembro de 1911), mais conhecido por Maximiliano d'Azevedo, foi um militar do Exército Português, onde atingiu o posto de coronel, e intelectual, autor de diversas obras de carácter histórico e de peças teatrais. Também se dedicou ao jornalismo e à crítica teatral.

## Biografia
Nasceu no Funchal, filho de António Pedro de Azevedo e de D. Teresa Rosa Bernes de Azevedo, e foi afilhado de baptismo do príncipe Maximilian von Eichstätt, duque de Leuchtenberg. Depois de concluir os seus estudos secundários no Liceu Nacional do Funchal, frequentou em Lisboa os estudos preparatórios da Escola Politécnica de Lisboa e ingressou na Escola do Exército, cujo curso de Artilharia concluiu em 1875.
Iniciou então uma carreira de oficial de Artilharia como segundo-tenente em Santarém e depois na Companhia de Artilharia n.º 1, aquartelada na cidade da Horta, nos Açores, onde servia quando em 1878 foi promovido a tenente. Na Horta casou, em 1879 com Valentina Morisson, permanecendo na ilha do Faial até 1881, ano em que foi transferido para Lisboa, cidade onde fez o resto da carreira, sendo promovido a capitão em 1884, a major em 1897, a tenente-coronel em 1903 e a coronel em 1911, posto que detinha quando faleceu, sendo então coronel comandante do Regimento de Artilharia n.º 1.
Com forte pendor intelectual, aliou a sua carreira militar a múltiplas actividades culturais realizadas no âmbito militar e na sociedade civil, com destaque para tarefas no âmbito da historiografia e arquivística militar e para a colaboração na imprensa, tendo sido redactor de vários jornais, e na escrita dramática.
No âmbito militar foi várias vezes nomeado para missões culturais, entre as quais a organização da biblioteca e arquivo do Ministério da Guerra (1890) e para vogal da comissão encarregada de elaborar a história da artilharia em Portugal (1893).
Jornalista de mérito, foi redactor do Jornal da Noite (1882-1884) e colaborou em diversos periódicos, entre os quais o Discussão, O Occidente  (1878-1915), Jornal do domingo (1881-1888)  e Atlântico. Também colaborou na Revista das Ciências Militares e nas revistas Brasil-Portugal  (1899-1914) e Serões  (1901-1911).
O seu nome também consta na lista de colaboradores do número prospeto do periódico Tiro civil  (1895-1903).
Interessou-se pelo teatro, possuindo um vasto conhecimento da história teatral nas suas vertentes literária e artística. Escreveu e traduziu, por vezes em colaboração com outros autores, várias peças teatrais e no final da vida geriu, como comissário régio, o Teatro Normal de Lisboa. Também escreveu crítica teatral. A sua obra mais conhecida é o drama Inez de Castro (1894), representado com enorme sucesso.
Colaborou com Latino Coelho na preparação da História Política e Militar de Portugal, desde Fins do Século XVIII até 1834 (3 volumes publicados entre 1874 e 1891), colaboração que se iniciou na década de 1880 e se prolongou por vários anos. Fez várias viagens pelos países da Europa, em 1889, 1893 e 1900, apresentando longos e circunstanciados relatórios. Viajou pela Europa, nos anos de 1889, 1893 e 1900, apresentando longos e circunstanciados relatórios dessas viagens.
Entre a sua obra destaca-se a colectânea de contos Histórias das Ilhas (Lisboa, 1899), na qual reflecte a sua experiência insular nos arquipélagos da Madeira e Açores, obra que à época foi um sucesso editorial.
Foi iniciado na Maçonaria em 1892 na Loja Simpatia com o nome simbólico de George Washington.

## Principais obras
- ''Inês de Castro. Lisboa, 1894;
- Tiro das Bocas de Fogo. Lisboa, Tip. Adolfo, Modesto e Cª, 1889;
- Marchas e Estacionamentos. Lisboa, Tip. Adolfo, Modesto e C.ª, 1892;
- Histórias das Ilhas (Reminiscências dos Açores e da Madeira). Lisboa, Parceria António Maria Pereira, 1899;
- Em Campanha e no Quartel (contos). Lisboa, 1900.
- Por Força (teatro). Lisboa, 1873.